# Cantó de Saint-Loup-sur-Semouse
El cantó de Saint-Loup-sur-Semouse és un cantó francès del departament de l'Alt Saona, situat al districte de Lure. Té 13 municipis i el cap és Saint-Loup-sur-Semouse.

## Municipis
- Aillevillers-et-Lyaumont
- Ainvelle
- Briaucourt
- Conflans-sur-Lanterne
- Corbenay
- Fleurey-lès-Saint-Loup
- Fontaine-lès-Luxeuil
- Fougerolles
- Francalmont
- Hautevelle
- Magnoncourt
- Saint-Loup-sur-Semouse
- La Vaivre

## Història
| Data d'elecció                           | Identitat         | Partit               | Qualitat |
| ---------------------------------------- | ----------------- | -------------------- | -------- |
| 1945-1951                                | M. Godard         | SFIO                 |          |
| 1951-1964                                | Marius Bondui     | radical              |          |
| 1964-1988                                | André Masson      | radical, després MRG |          |
| 1988-1994                                | Jean Gallaire     | PS                   |          |
| 1994-2001                                | Jean-Louis Mariey | PS                   |          |
| 2001-2008                                | Claude Grosjean   | RPR, després UMP     |          |
| 2008-                                    | Nadine Bathelot   | Divers gauche        |          |
| les dades anteriors no són pas conegudes |                   |                      |          |
|                                          |                   |                      |          |

## Demografia
| A partir de 1990: Població sense dobles comptes |